# A-10 Tank Killer
A-10 Tank Killer – komputerowy symulator lotu wydany przez firmę Dynamix. Gra swoją premierę miała w 1989 roku na platformę MS-DOS, a rok później pojawiła się na Amigę. Niezbyt ciepłe przyjęcie i niskie oceny w magazynach komputerowych, spowodowane głównie wolnym działaniem silnika graficznego, przyczyniły się do powstania dla Amigi ulepszonej wersji 1.5.
W grze gracz siada za sterami samolotu A-10 Thunderbolt II zwanego również jako "Warthog". Przed graczem zestaw kilku misji oraz kampania, w trakcie której będzie niszczył czołgi, konwoje, mosty i drogi.
Podstawowa wersja może zostać uzupełniona zestawem dodatkowych misji wydanych pod nazwą Extra Missions.
W 1996 roku firma Sierra przygotowała sequel tytułu pod nazwą Silent Thunder: A-10 Tank Killer II.

## Odbiór gry
Z uwagi na poziom przemocy występujący w grze, tytuł ten został umieszczony w indeksie gier zakazującym jej sprzedaży w Niemczech. Powodem decyzji było, że w grze można bombardować budynki, które zazwyczaj są zamieszkałe przez ludzi, którzy w efekcie mogą ponieść śmierć.